# Bradiopsylla echidnae
La puça de l'equidna (Bradiopsylla echidnae) es considera que és la puça més grossa del món i parasita l'equidna de musell curt. Fa 4 mm de llargada. Només es troba a Tasmània.